# Afrânio Hanibaliano
Afrânio Hanibaliano (em latim: Afranius Hannibalianus; fl. século III) foi senador e oficial militar romano do século III que foi nomeado cônsul em 292.

## História

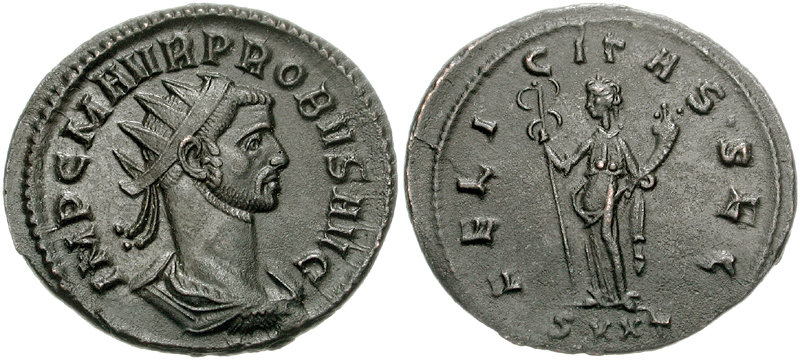
Antoniniano de Probo r.

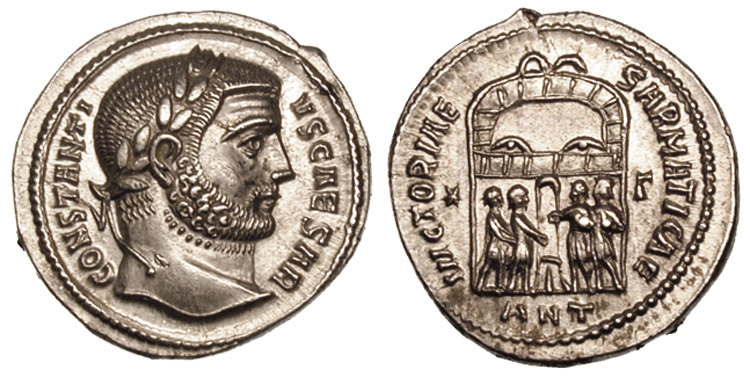
Argênteo de Constâncio Cloro r.

Afrânio Hanibaliano provavelmente é oriundo duma família nativa de algumas das províncias orientais do Império Romano. Ele iniciou sua carreira como comandante militar sob o imperador Probo (r. 276–282). Era membro da ordem equestre (por conta de ser citado oficialmente como homem eminentíssimo, um título reservado a equestres) e provavelmente foi nomeado à ordem senatorial após a morte do imperador em 282.
Hanibaliano foi elevado à função de prefeito pretoriano do Ocidente em 286 pelo augusto Maximiano (r. 286–305) e liderou exércitos imperiais à vitória sobre os povos germânicos ao longo do Reno no mesmo ano. Ele se manteve na função até talvez 292, quando foi nomeado cônsul anterior juntamente com Júlio Asclepiodoto. Em seguida, entre 297 e 298, tornar-se-ia prefeito urbano de Roma.
É possível que fosse marido de Eutrópia, que se divorciou dele para se casar com Maximiano por volta de 287/288, mas a associação é duvidada. Se for, tiveram Flávia Maximiana Teodora, que casar-se-ia com o futuro césar Constâncio Cloro (r. 293–306). Pensa-se que o consentimento de Hanibaliano para o novo casamento de sua esposa e sua nova função de sogro do novo césar Constâncio sejam os reais motivos de sua rápida ascensão.